# شركة الحفر الشمالية
شركة الحفر الشمالية (بالفارسية: حفاری شمال) هي شركة إيرانية متخصصة في حفر آبار النفط والغاز، تقدم خدماتها في جميع مناطق إيران والعالم للعملاء العالميين. تمت خصخصة الشركة في يونيو 2009. اعتبارًا من فبراير 2010 ، امتلكت شركة مهر اغتساد، وهي شركة استثمارية شبه حكومية، 20٪ من أسهمها في بورصة طهران .
امتلكت الشركة تسعة منصات أرضية وثلاثة منصات جاكوب خلال هذه السنوات وتدير عمليات الحفر في الخليج العربي وبحر قزوين وتركمانستان وكوزستان وإيلام وخراسان وبوشهر وفارس في إيران.
في عام 2009، أطلقت شركة "سادرا" منصة حفر شبه قابلة للطفو بنيت محليا للعمل في بحر قزوين التي تملكها شركة النفط الوطنية الإيرانية . يمكن للمنصة شبه الغاطسة أن تعمل على أعماق مائية تصل إلى 1,030 متر (3,380 قدم) ويمكن أن ينزل إلى 6,000 متر (20,000 قدم) تحت قاع البحر. إيران-البورز (من عام 2010 تسمى إيران أميركابير) يتم تشغيلها من قبل شركة الحفر الشمالية 
وقعت شركة الحفر الشمالية وشركة تطوير تكنولوجيا البترول الصينية (CPTDC) عقدًا بقيمة 143 مليون دولار لإنشاء منصة حفر في الخليج العربي بحلول عام 2011. تم تسليم اثنين من تلك الحفارات إلى إيران في 2011 و 2012 ، سميت سهر I و سهر II. على الرغم من السياسات الحكومية للاكتفاء الذاتي، ألغت شركة الحفر الشمالية في إيران صفقة مع الشركات المصنعة المحلية في عام 2013 ووقعت عقدًا مع الشركات المصنعة الصينية لبناء 14 منصة حفر برية وبحرية بقيمة 850 مليون دولار.

## روابط خارجية
- الموقع الرسمي